# Ξb-Baryon
Das Ξb-Baryon (englisch auch Cascade b oder Xi sub b) ist ein Baryon. Es besteht aus einem Strange-Quark, einem Bottom-Quark sowie einem Up- oder Down-Quark.

## Entdeckung
Das äußerst kurzlebige Ξb− Teilchen mit ungefähr der sechsfachen Protonenmasse wurde 2007  am Fermilab entdeckt. Es ist somit das erste nachgewiesene Elementarteilchen, das aus den Quarks aller drei Generationen besteht, nämlich einem Down-Quark, einem Strange-Quark und einem Bottom-Quark.
Das neutrale Ξb0 Teilchen wurde erstmals im Juli 2011 beobachtet, ebenfalls am Fermilab.